# Altepetl
L’altepetl, nella società azteca contemporanea alla conquista spagnola delle Americhe, era l'entità politica locale basata sull'etnia della popolazione, spesso inteso modernamente e tradotto come 'città', 'città-stato' o 'provincia'. Il termine proviene dal nahuatl āltepētl, la cui probabile etimologia è la combinazione delle parole ātl 'acqua', e tepētl 'montagna'.
Gli studiosi della civiltà nahua Lisa Sousa, Stafford Poole e James Lockhart hanno detto:
(La Vega)
Nelle loro opere preferiscono mantenere il termine nahuatl piuttosto che affidarsi ad una qualche approssimazione dell'inglese. Sostengono che in numerosi documenti che riguardano la Nostra Signora di Guadalupe, il termine Āltepētl è spesso usato come traduzione per metonimia dello spagnolo Ciudad de México (da Āltepētl Mexihco, Città del Messico); non dissimilmente da come gli europei intendono per Urbe la 'Città di Roma', traduzione che ha caratterizzato l'interpretazione dei testi e delle concezioni della società nahua.